# Exchange Building (Memphis)
El Exchange Building es un rascacielos de 19 pisos, que anteriormente se conocía como Cotton Exchange Building y Merchants Exchange Building, y es el duodécimo edificio más alto de Memphis, Tennessee . No debe confundirse con Memphis Cotton Exchange, que se encuentra en Front Street y Unión Avenue. El Exchange Building está ubicado en la esquina de Second Street y Madison Avenue en el downtown. Tiene 80 m de altura y tiene 20 183 m² de espacio habitable. El edificio está hecho de acero y hormigón, y emplea muchos elementos decorativos que incluyen mármol de Tennessee, granito y yeso detallado. El edificio, que tiene una dirección alternativa de 130 Madison Avenue, se encuentra en 0.25 acres en la esquina noroeste de Madison Avenue y Second Street, justo al sur de Court Square.

## Historia

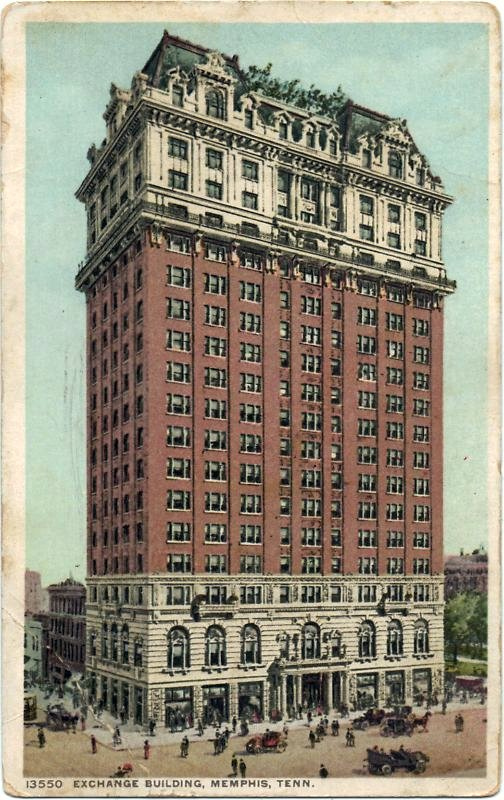
Postal del Exchange Building en 1911. La parte superior decorativa del edificio era en realidad de ladrillo rojo en lugar de blanco.

El edificio fue construido en 1910 por Memphis Cotton and Merchants Exchange. A nivel local, se hizo conocido como el Exchange Building. El edificio fue diseñado por el arquitecto de Memphis Neander Montgomery Woods Jr. en estilo Beaux Arts. Fue el más alto de Memphis desde el momento de su inauguración en 1910 hasta que el Lincoln American Tower lo superó en 1924.
El Exchange Building se agregó al Registro Nacional de Lugares Históricos en 1979. El edificio figura como la Bolsa de Comerciantes de Memphis en las listas del Registro Nacional de Lugares Históricos en el condado de Shelby.
El edificio se utiliza como un edificio de uso mixto con unidades hoteleras y departamentos residenciales, con ocupación que incluye los pisos superiores. La conversión a uso residencial se completó en 1996. El edificio alberga 202 unidades, incluidas unidades de vivienda equipadas para discapacitados.